# Brendan Lemieux
Brendan Lemieux, född 15 mars 1996, är en kanadensisk-amerikansk professionell ishockeyforward som spelar för Los Angeles Kings i NHL.
Han har tidigare spelat på NHL-nivå för New York Rangers och Winnipeg Jets och på lägre nivåer för Manitoba Moose i AHL samt Barrie Colts och Windsor Spitfires i OHL.

## Spelarkarriär

### NHL

#### Buffalo Sabres
Lemieux draftades i andra rundan i 2014 års draft av Buffalo Sabres som 31:a spelare totalt. Han skrev dock aldrig på något kontrakt med Sabres innan de tradade honom.

#### Winnipeg Jets
Lemieux tradades den 11 februari 2015, tillsammans med Tyler Myers, Joel Armia, Drew Stafford och ett villkorligt draftval i första rundan 2015 (Jack Roslovic) till Winnipeg Jets i utbyte mot Evander Kane, Zach Bogosian och Jason Kasdorf. Den 3 juli 2015 skrev han på ett treårigt entry level-kontrakt med Jets värt 3,21 miljoner dollar, som började gälla först 2016–2017 eftersom Lemieux inte spelat fler än nio matcher för Jets förrän då.

#### New York Rangers
Den 25 februari 2019 tradades han till New York Rangers, tillsammans med ett draftval i första rundan 2019 och ett villkorligt draftval i fjärde rundan 2022 (som Rangers fick om Jets vann Stanley Cup, något de inte gjorde) i utbyte mot Kevin Hayes.

#### Los Angeles Kings
Den 27 mars 2021 tradades han till Los Angeles Kings i utbyte mot ett draftval i fjärde rundan 2021.

## Privatliv
Brendan Lemieux är son till Claude Lemieux och brorson till Jocelyn Lemieux, båda två spelade i NHL. Hans far är fyrfaldig Stanley Cup-mästare.

## Statistik
| 2011–2012  | Toronto Red Wings  | GTHL       | 26  | 9   | 23 | 32  | —   | —  | —  | — | —  | —  |
| 2012–2013  | Green Bay Gamblers | USHL       | 11  | 1   | 1  | 2   | 34  | —  | —  | — | —  | —  |
|            | Barrie Colts       | OHL        | 42  | 6   | 8  | 14  | 52  | 21 | 2  | 0 | 2  | 36 |
| 2013–2014  | Barrie Colts       | OHL        | 65  | 27  | 26 | 53  | 145 | 11 | 7  | 3 | 10 | 16 |
| 2014–2015  | Barrie Colts       | OHL        | 57  | 41  | 19 | 60  | 145 | 5  | 1  | 2 | 3  | 12 |
| 2015–2016  | Barrie Colts       | OHL        | 11  | 9   | 5  | 14  | 28  | —  | —  | — | —  | —  |
|            | Windsor Spitfires  | OHL        | 34  | 23  | 25 | 48  | 37  | 3  | 4  | 1 | 5  | 13 |
|            | Manitoba Moose     | AHL        | 5   | 2   | 1  | 3   | 6   | —  | —  | — | —  | —  |
| 2016–2017  | Manitoba Moose     | AHL        | 61  | 12  | 7  | 19  | 130 | —  | —  | — | —  | —  |
| 2017–2018  | Winnipeg Jets      | NHL        | 9   | 1   | 0  | 1   | 21  | —  | —  | — | —  | —  |
|            | Manitoba Moose     | AHL        | 51  | 19  | 24 | 43  | 170 | 8  | 3  | 2 | 5  | 22 |
| 2018–2019  | Winnipeg Jets      | NHL        | 44  | 9   | 2  | 11  | 64  |    |    |   |    |    |
|            | New York Rangers   | NHL        | 4   | 1   | 0  | 1   | 14  |    |    |   |    |    |
| NHL totalt | NHL totalt         | NHL totalt | 57  | 11  | 2  | 13  | 99  | —  | —  | — | —  | —  |
| AHL totalt | AHL totalt         | AHL totalt | 117 | 33  | 32 | 65  | 306 | —  | —  | — | —  | —  |
| OHL totalt | OHL totalt         | OHL totalt | 209 | 106 | 83 | 189 | 407 | 40 | 14 | 6 | 20 | 77 |

### Internationellt
| Källa: Uppdaterad: 2017-10-21 | Källa: Uppdaterad: 2017-10-21 | Källa: Uppdaterad: 2017-10-21 |         | Utv = Utvisningsminuter | Utv = Utvisningsminuter | Utv = Utvisningsminuter | Utv = Utvisningsminuter | Utv = Utvisningsminuter |
| År                            | Lag                           | Mästerskap                    | Matcher | Mål                     | Assists                 | Poäng                   | Utv                     |                         |
| ----------------------------- | ----------------------------- | ----------------------------- | ------- | ----------------------- | ----------------------- | ----------------------- | ----------------------- | ----------------------- |
| 2013                          | Kanada                        | Ivan Hlinkas minnesturnering  | 5       | 1                       | 1                       | 2                       | 4                       |                         |
| Junior totalt                 | Junior totalt                 | Junior totalt                 | 5       | 1                       | 1                       | 2                       | 4                       |                         |